# یارمو لامپلا
یارمو لامپلا (فنلاندی: Jarmo Lampela؛ زادهٔ ۹ اکتبر ۱۹۶۴) کارگردان فیلم و فیلم‌نامه‌نویس اهل فنلاند است که از سال ۱۹۸۸ تا کنون بیش از ۱۵ فیلم کارگردانی کرده است. فیلم ایلا (۲۰۰۳) به کارگردانی او در بیست و پنجمین دورهٔ جشنواره بین‌المللی فیلم مسکو به نمایش درآمد.
از فیلم‌هایی که وی در آن‌ها نقش داشته است، می‌توان به رود اشاره نمود.